# Pierre Gouthière
Pierre Gouthière (1732-1813) est un ciseleur-doreur français du XVIIIe siècle. Il est l'un plus grands bronziers français, son habileté extrême a donné naissance à des grands chefs-d'œuvre des arts décoratifs du règne de Louis XVI.

## Biographie

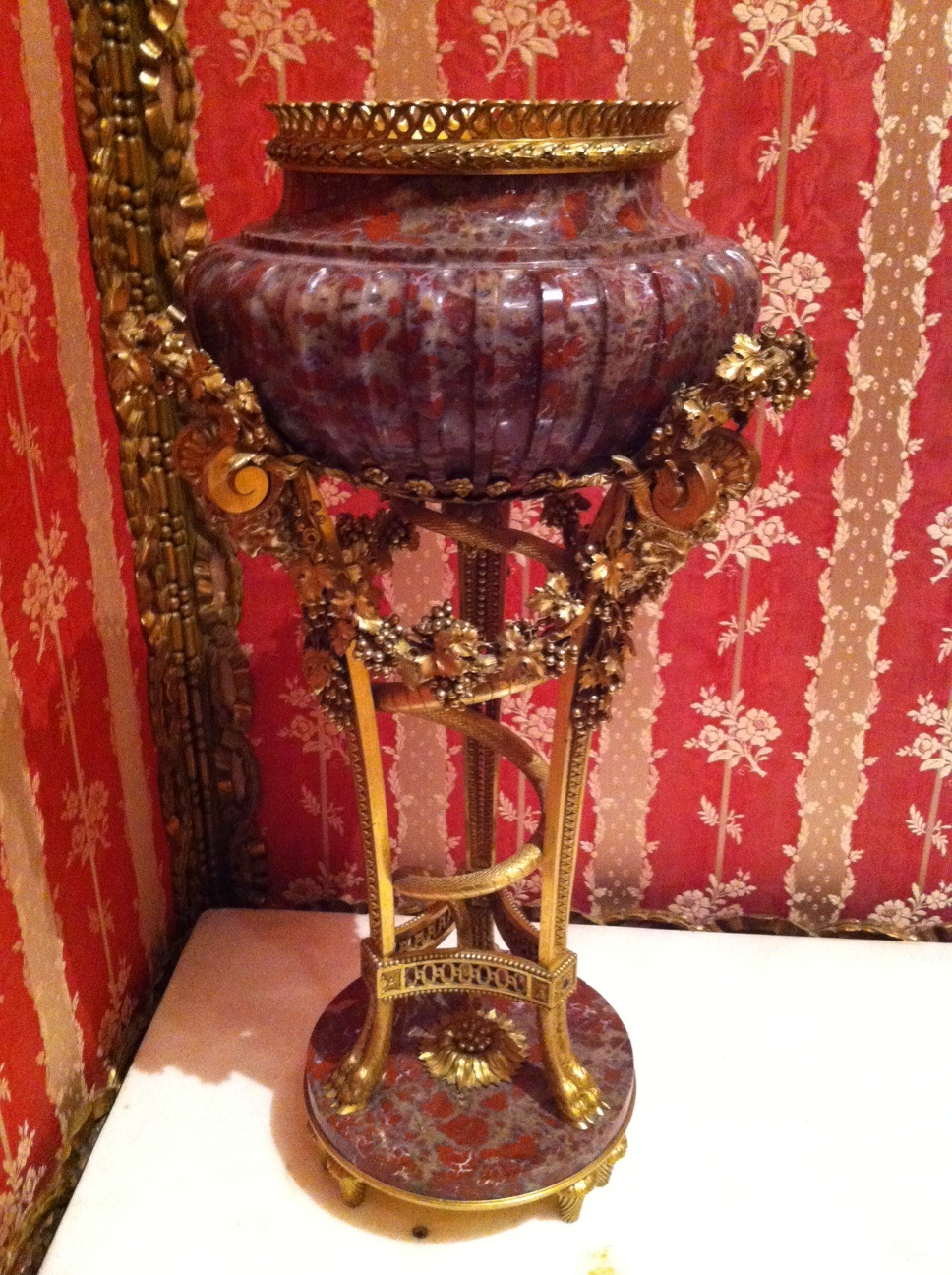
P. Gouthière, brûle-parfum en forme de cassolette de jaspe rouge et bronze doré, v. 1774-1775, Wallace Collection (F292).

Pierre Gouthière est né le 19 janvier 1732 à Bar-sur-Aube, son père est sellier. Il est l'élève de François Ceriset dont il épouse la veuve et reprend l'atelier en 1758. Grâce à la protection du duc d'Aumont, pour lequel il crée par ailleurs de nombreux objets, il est nommé en 1767 "seul doreur ordinaire des Menus-Plaisirs du roi".
Il est l'inventeur de la dorure au mat. Ses œuvres à la ciselure délicate, commandées tant par la reine Marie-Antoinette que par les plus grands collectionneurs d'objets d'art français de la fin du XVIIIe siècle (Madame Du Barry, le comte d'Artois, le duc d'Aumont, la duchesse de Mazarin, le financier Baudard de Saint-James, etc.), lui acquièrent une très grande renommée, ce qui ne l'empêcha pas de mourir dans la misère.
Il a formé dans son atelier le bronzier Pierre-Philippe Thomire.
En 1780, il se fait construire à Paris l'hôtel particulier qui porte son nom et que, ruiné, il doit revendre en 1788 au notaire Hercule Arnoult. L'hôtel Gouthière est devenu le conservatoire Hector-Berlioz au no 6 de la rue Pierre-Bullet, dans le 10e arrondissement. Il fait l'objet d'une inscription au titre des monuments historiques.
Il meurt le 8 juin 1813 dans l'ancien 1er arrondissement de Paris, apparemment dans le dénuement.

## Œuvres
De son œuvre important ne subsistent de nos jours que quelques exemples rares, dont certains conservés au département des objets d'art du musée du Louvre (à la suite des acquisitions de Louis XVI en 1782 lors de la dispersion des collections du duc d'Aumont), à la Wallace Collection de Londres, au Philadelphia Museum of Art, à la Frick Collection de New York, la majorité ayant été détruit ou perdu.
En 2020, le musée du Louvre s'enrichit d'un pot-pourri et d'un service à dessert de Gouthière, en porcelaine de Vienne, tous deux offerts à Madame Geoffrin par Marie-Thérèse d'Autriche en 1770. Madame Geoffrin  décrit elle-même le pot-pourri  comme un « petit monument antique d’ivoire, de marbre et de bronze doré »,,.

## Hommages
Il existe aujourd'hui une rue Gouthière à Paris.